# ماتيوز ميشالسكي
ماتيوز ميشالسكي (بالبولندية: Mateusz Michalski)‏ هو منافس ألعاب قوى بولندي، ولد في 29 أغسطس 1987 في Września ‏ في بولندا.